# Schockwellen (Fernsehserie)
Schockwellen ist eine Mini-Krimiserie,  in der jede Folge eine in sich abgeschlossene Geschichte nach wahren Begebenheiten erzählt, die auf gleichermaßen grausamen wie verstörend-faszinierenden Kriminalfällen aus der Schweiz basiert. Realisiert wurden die einzelnen Folgen von vier Schweizer Regisseuren, unter anderem Jean-Stéphane Bron und Ursula Meier.

## Handlung
In der ersten Episode „Schockwellen - Tagebuch des Todes“ fordert in Lausanne die engagierte Lehrerin Madame Fontanel ihre Schüler auf, Tagebuch zu führen. Sie will, dass die Schüler so ihre Innenwelt kennenlernen, abgegrenzt von äußeren Einflüssen und Zwängen. Ihr 18-jähriger Schüler Benjamin Fellner plant nun den Mord an seinen Eltern ausführlich und legt dies in seinem Tagebuch dar. Als Benjamin mit der Pistole seines Vaters die Eltern ermordet, wird die empfindsame Lehrerin nach dem Mord beschuldigt, die Bluttat mit ausgelöst zu haben. Von Selbstzweifeln geplagt, hält sie den Kontakt mit dem Jungen aufrecht.
Die zweite Episode „Schockwellen - Reise ohne Rückkehr“ (2017) taucht in das Universum des Sirius-Ordens ein, dessen Mitglieder sich 1994 in den Schweizer Alpen auf ihre "letzte irdische Reise" begeben. Die Episode zeigt die letzten fünf Tage, bevor die Mitglieder des Ordens sich dem Freitod hingeben. Der Film von Regisseur Frédéric Mermoud basiert auf den wahren Begebenheiten um den Gruppensuizid der Sonnentempler 1994 im Wallis.
Im dritten Teil "Schockwellen – Flucht in die Berge" endet ein Autoraub mit einer lebensgefährlichen Flucht in die eisigen Schweizer Berge. Der arabischstämmige Jugendliche Ryad lebt mit seiner Mutter und seiner kleinen Schwester in armen Verhältnissen in einer Vorstadt von Lyon. Ryad ist ein Crack im Autoknacken. Um an Geld zu kommen, will der Jugendliche mit seinem Freund Zaid für eine Autoschiebergruppe zwei Luxus-Autos in der Schweiz stehlen. Dies mündet in eine Verfolgungsjagd, bei der sich Ryad durch die schneebedeckten Wälder schlagen muss, um zurück nach Frankreich zu gelangen. Er scheint nirgends sicher zu sein und erfriert schließlich im Schnee kurz vor der französischen Grenze.
Der vierte Teil der Schweizer Miniserie "Schockwellen – Der Fall Mathieu" schildert das Erleben und die Gefühle des Jugendlichen Mathieu, der als Opfer einer brutalen Vergewaltigung versucht, in sein Leben zurückzufinden und der Polizei bei der Fahndung nach dem Verbrecher hilft.

## Kritiken
„Bemerkenswert an dieser Miniserie ist der puristische Ansatz. Am reißerisch-spekulativen True-Crime-Format sind die jungen Schweizer Filmschaffenden nicht interessiert. Mit konventionellen Krimis, Thrillern oder psychologischen Erklärstücken haben die vier Episoden ebenfalls nichts zu tun. Das Unerklärliche dieser Verbrechen wird dokumentarisch nüchtern protokolliert.“

„Die Schweizer Miniserie „Schockwellen“ zeigt in vier Folgen sehr unterschiedliche, aber reale Kriminalfälle in meisterhafter Inszenierung – und führt endlich auch hierzulande ein paar wichtige neue Serien-Konzepte ein....In allen vier Beiträgen gibt es Komplikationen, moralische Fallstricke, Widersprüche und absurde Details, die sich kein Spielfilm ausdenken könnte – oder es wagen würde, sie sich auszudenken. Ein wichtiger Beitrag zur modernen Serienkunde also, das nicht nur wegen des Lernprozesses äußerst sehenswert ist. Die schiere Qualität sollte man auch nicht verpassen.“

„Über die erste Episode: Der Film ist ein verschwiegenes Drama in melancholischen graublauen Farben, in denen der rot leuchtende Mantel der Lehrerin die unerfüllte Sehnsucht des Schülers nach Liebe signalisiert. Wohlfeile Antworten findet der Film keineswegs – das ist seine Schwäche und seine Stärke zugleich.“

## Episoden
| Nr. | Deutscher Titel     | Originaltitel      | Erstausstrahlung | Deutschsprachige Erstausstrahlung (D) | Regie              | Drehbuch                                              |
| --- | ------------------- | ------------------ | ---------------- | ------------------------------------- | ------------------ | ----------------------------------------------------- |
| 1   | Tagebuch des Todes  | Journal de ma tête | -                | 20. Juli 2018                         | Ursula Meier       | Ursula Meier, Antoine Jaccoud                         |
| 2   | Reise ohne Rückkehr | Sirius             | -                | 20. Juli 2018                         | Frédéric Mermoud   | Frédéric Mermoud, François Decodts, Laurent Larivière |
| 3   | Flucht in die Berge | La vallée          | -                | 27. Juli 2018                         | Jean-Stéphane Bron | Jean-Stéphane Bron, Alice Winocour                    |
| 4   | Der Fall Mathieu    | Prénom: Mathieu    | -                | 27. Juli 2018                         | Lionel Baier       | Lionel Baier, Julien Bouissoux                        |